# Église Saint-Hilaire de Pesmes
Pour les articles homonymes, voir Église Saint-Hilaire.
L'église Saint-Hilaire est l'église paroissiale du village de Pesmes (Haute-Saône). Elle fut fondée en 1153, à la demande de François Grignet et de son épouse Isabeau Renevier. Depuis 1903, elle fait l'objet d'un classement au titre des monuments historiques.

## Historique
- 1153 : début de l'édification de l'église (portail, chœur).
- XIIIe siècle : construction des nefs par les prémontrés de Corneux.
- 1381-1386: édification de la chapelle Saint-Jean-Baptiste, en remplacement d'une petite chapelle, à la demande de Marguerite de Vergy, veuve de Jacques de Grandson, seigneur de Pesmes.
- 1525 : abattement du chevet au profit d'une travée et d'une abside.
- 1539 : peinture de la fresque du portail.
- 1557-1563 : édification de la chapelle Andelot, à la demande de Jean d'Andelot, premier écuyer de Charles Quint et son frère Pierre, prieur de Jouhe et de Jonvelle, abbé de Bellevaux.
- 1561 : peinture du triptyque de Jacques Prévost.
- 1725 : installation du maître-autel de Julien Chambert.
- 1727 : installation de l'orgue de Guillaume Mourez.
- 1774 : reconstruction du clocher, à la comtoise.
- XVIIIe siècle : percement de larges fenêtres des nefs latérales. Destruction du tombeau de la chapelle Saint-Jean-Baptiste.
- 1903 : classement de l'église au titre des monuments historiques[1].
- 1945 : pose des nouveaux vitraux du chœur et des nefs latérales par le maître verrier Chigot, de Limoges.
- 1962 : pose des vitraux des chapelles Saint-Jean-Baptiste et Andelot, par Jean-Henri Couturat avec l'atelier du vitrail de Limoges (atelier de Francis Chigot).

## Description générale

### Architecture
Le porche gothique, carré et voûté, est surmonté d'une chapelle haute et cerné par deux chapelles basses, du même style. La chapelle haute est masquée par une tribune en plein cintre, supportant l'orgue.
Le portail roman, arbore, sur son tympan, une fresque, représentant un Dieu de pitié adoré par François Grignet et de son épouse Isabeau Renevier, fondateurs de l'église, en habit de cour.
La nef centrale, à quatre travées, prolongée par la base du clocher, mesure 40 mètres de long, 6 mètres de large et culmine à 13 mètres. Elle est éclairée par d'étroites fenêtres romanes. Les nefs latérales, aussi à quatre travées, mais plus basses, sont percées de larges fenêtres en plein cintre.
Le chœur roman est profond et étroit. Ses grosses piles d'entrée aux pilastres lisses, portent le clocher.
À l'emplacement de l'ancien chevet se trouvent une travée et une abside à trois pans, éclairées par de grandes fenêtres gothiques flamboyantes.
Cinq chapelles, de styles romane, gothique, et Renaissance, sont réparties de part et d'autre du chœur et du portail de l'édifice.
Enfin, l'église est couverte de petites tuiles plates arrondies rouges, et le clocher, coiffé à la comtoise, de petites tuiles plates arrondies polychromes vernissées.

### Mobilier remarquable

#### Chœur
- Maître-autel en bois doré et sculpté, réalisé en 1725, à Besançon, par Julien Chambert, et son retable.
- Triptyque, représentant la Descente de croix, les Saintes femmes du tombeau et les disciples d'Emmaüs (panneau central), les commanditaires, Catherin Mayrot et son épouse Jeanne Moyne, en prière (volets), ainsi que l'Annonciation (extérieur), réalisé, en 1561, à Pesmes, par Jacques Prévost.
- Chaire en marbre noir et pierre rouge polie de Sampans, réalisée au XVIe siècle, par Denis de Rupt.
- Les statues de saint Hilaire et sainte Thérèse de Lisieux, sculptées dans les années 1970, à Paris, par le Pesmois Henri-Paul Rey.

#### Chapelle du Sacré-Cœur
- Autel en bois doré et sculpté du XVIIIe siècle.
- Console Louis XV.
- Statue en bois polychrome.

#### Chapelle Saint-Jean-Baptiste
- Statue de sainte Barbe en bois polychrome.
- Statue de David chantant et de saint Sébastien en marbre blanc, du XVIe siècle.
- Statue de sainte Catherine à pierre tendre polychrome, du XVIe siècle.
- Statue de la Vierge en marbre blanc, du XVe siècle.
- Tableau peint, La pêche miraculeuse, du pesmois Girardot.
- Tableau peint, Le Rosaire, donné par l'infante Isabelle, au XVIe siècle.

#### Chapelle Andelot
- Portraits peints des fondateurs de cette chapelle funéraire, Jean d'Andelot, sire de Myon et de Jonvelle, premier écuyer de l'empereur Charles Quint, et son frère, Pierre, prieur de Jouhe et de Jonvelle, abbé de Bellevaux.
- Autel avec retable orné de statues en pierre de Poligny, sous les traits du Père Éternel, de la Vierge à l'Enfant, ainsi que de deux sibylles parfois imaginées comme étant des représentations de  Philippote de Houes et de Guillemette d'Igny, épouses de Jean d'Andelot.

#### Chapelle du Saint-Sépulcre
- Autel en pierre de Sampans (Jura).
- Cuve baptismale.
- Objets cultuels (dans un buffet en chêne).

#### Chapelle du Rosaire
- Autel.
- Tableau peint Le Rosaire, copie du tableau original de Melchior de Pesmes, du XIXe siècle.

#### Tribune
- Orgue à buffet, réalisé au XVIIe siècle, à Auxonne, par Guillaume Mourez.

#### Clocher
- Deux cloches en fonte, du XVIIIe siècle.